# Pampasräv
Pampasräv eller argentinsk gråräv (Lycalopex griseus) är ett rovdjur i familjen hunddjur. Som namnet antyder förekommer den i den sydamerikanska pampasslätten samt i ökenområden och låga bergsregioner av Sydamerika. Arten livnär sig främst av mindre djur och frukter. Rävarnas päls exporterades tidigare i stort antal.

## Taxonomi
Pampasräven räknas tillsammans med fem andra arter till släktet Lycalopex. Släktskapet mellan dessa arter och även med andra sydamerikanska hunddjur är inte helt utredd. Tidigare antogs till exempel att darwinräven (Lycalopex fulvipes) är en underart till pampasräven. Vissa genetiska studier indikerade att pampasräven och azararäven (Lycalopex gymnocercus) är samma art.
Enligt Wilson & Reeder (2005) finns inga underarter till pampasräven.

## Utseende
Individerna når en kroppslängd mellan 50 och 66 cm (huvud + bål) samt en svanslängd av 12 till 35 cm. Vikten varierar mellan 2,5 och 4 kg. Arten liknar de äkta rävarna (Vulpes) i utseende och har påfallande stora öron (7,5 till 8,5 cm lång). Pälsen har en ljusgrå till ljusbrun färg och svansens spets är svart. Undersidan är ljusare till vit.

## Utbredning och habitat
Pampasrävar lever i Chile och Argentina och troligen finns även ett mindre bestånd i Peru. Arten förekommer huvudsakligen på bägge sidor av Anderna mellan 17º och 54º sydlig bredd. Pampasräven infördes enligt äldre rapporter under 1920-talet på Falklandsöarna och andra mindre öar längs södra Sydamerikas östra kustlinje men det är oklart om de finns kvar.
Habitatet utgörs främst av Sydamerikas pampas och andra öppna landskap eller buskmarker i låglandet. Trots allt kan arten i bergstrakter hittas upp till 4 000 meter över havet.

## Föda
Djuret livnär sig av gnagare och andra mindre däggdjur samt av fåglar, ödlor och as. Dessutom äter denna räv frukter (till exempel av Prosopanche americana, Cryptocarya alba och Lithraea caustica) och ibland ungdjur av får och get eller insekter. Beteendet vid födosöket beror på region och födans sammansättning. Vanligen jagar varje individ ensam men ibland iakttas 4 till 5 rävar tillsammans vid jakten. Flockjakt utförs troligen av föräldrar med sina nästan könsmogna ungar.
Jakten utförs huvudsakligen under natten men när de flesta byten är dagaktiva ändrar individen sina vanor. Räven strövar långsamt genom reviret och gör ibland snabba riktningsändringar. Den fångar bytet med ett snabbt hopp eller genom raskt grävande.

## Fortplantning
Pampasrävar är rent allmänt monogama och utanför parningstiden lever varje individ ensam. Ibland kan honan få hjälp av en annan hona vid ungarnas uppfostran. Paret har ett 0,2 till 2,9 km² stort revir som försvaras mot artfränder.
Parningen sker främst mellan augusti och september. Efter 53 till 58 dagars dräktighet föder honan i oktober 4 till 6 ungar. Hon gräver ingen egen lya utan använder naturliga håligheter eller gömställen som är skapade av människor, till exempel vägtrummor. De första 3 till 4 dagarna efter ungarnas födelse stannar honan vanligen i boet, där hon får mat av hannen eller den andra honan. Sedan vårdas ungarna ungefär lika mycket av moder och fader. Efter cirka en månad lämnar ungarna boet för korta utflykter och efter 5 till 6 månader letar de efter egna revir. Honan slutar troligen efter 4 till 5 månader med digivning. Könsmognaden uppnås antagligen efter ett år men därför saknas bevis.
Pampasräven har egentligen inga naturliga fiender. I enstaka fall dödas individer av puma eller magellanräv.
Livslängden i naturen är okänt. Pampasrävar i Santiagos zoo (Zoológico Nacional de Chile) har blivit omkring fem år gamla.

## Pampasräven och människor
Pampasräven jagas eller fångas med fällor då den betraktas som skadedjur på mindre husdjur. Före 1980 jagades arten även intensivt för pälsens skull. Äldre rapporter talar om 700 000 till 1 200 000 päls som såldes mellan 1976 och 1979 för cirka $39 per styck. Det är oklart om uppgiften är rätt eller om den även gäller päls av andra sydamerikanska hunddjur. Fram till 1986 minskade antalet exporterade pälsar (främst till Tyskland) till mellan 100 000 och 300 000. Omkring 1990 exporterades omkring 33 000 pälsar. Senare ökade exporten lite grann på grund av en större efterfrågan från Ryssland. Även de sistnämnda värdena innefattar delvis andra arter av släktet Lycalopex.
Hela beståndet betraktas av IUCN som stabilt och arten listas därför som livskraftig (LC).
På engelska heter djuret South American gray fox medan namnet pampas fox används för azararäven (Lycalopex gymnocercus).